# Luigi Procura
Luigi Procura (Avesa, 26 luglio 1908 – ...) è stato un calciatore italiano.